# Lista najstarszych ludzi w Wielkiej Brytanii
Ta lista zawiera najstarszych Brytyjczyków w historii. Najstarszą kobietą w Wielkiej Brytanii była Charlotte Hughes (1877–1993). Najstarszym Brytyjczykiem był Henry Allingham (1896–2009). Obecnie najstarszą żyjącą osobą w Wielkiej Brytanii jest 114-letnia Ethel Caterham (ur. 21 sierpnia 1909). Najstarszym żyjącym Brytyjczykiem jest obecnie 110-letni Donald Rose (ur. 24 grudnia 1914). Dane i wiek tych osób jest weryfikowany przez Gerontologiczną grupę badawczą (GRG) lub European Supercentenarians.org (ESO)
Legenda
     osoba żyjąca zweryfikowana przez Gerontologiczną Grupę Badawczą
     osoba zmarła zweryfikowana przez Gerontologiczną Grupę Badawczą
     osoba żyjąca lub zmarła, której wiek jest badany
     osoba żyjąca lub zmarła niezweryfikowana (wątpliwości co do osiągniętego wieku)
| Miejsce | Imię i nazwisko         | Płeć | Data urodzenia       | Data śmierci         | Wiek            | Kraj urodzenia   | Kraj śmierci/zamieszkania |
| ------- | ----------------------- | ---- | -------------------- | -------------------- | --------------- | ---------------- | ------------------------- |
| 1       | Charlotte Hughes        | K    | 1 sierpnia 1877      | 17 marca 1993        | 115 lat 228 dni | Anglia           | Anglia                    |
| 2       | Annie Jennings          | K    | 12 listopada 1884    | 20 listopada 1999    | 115 lat 8 dni   | Anglia           | Anglia                    |
| 3       | Eva Morris              | K    | 8 listopada 1885     | 2 listopada 2000     | 114 lat 360 dni | Anglia           | Anglia                    |
| 4       | Ethel Lang              | K    | 27 maja 1900         | 15 stycznia 2015     | 114 lat 233 dni | Anglia           | Anglia                    |
| 5       | Anna Eliza Williams     | K    | 2 czerwca 1873       | 27 grudnia 1987      | 114 lat 208 dni | Anglia           | Walia                     |
| 6       | Grace Clawson           | K    | 15 listopada 1887    | 28 maja 2002         | 114 lat 194 dni | Anglia           | Stany Zjednoczone         |
| 7       | Lucy Jane Askew         | K    | 8 września 1883      | 9 grudnia 1997       | 114 lat 92 dni  | Anglia           | Anglia                    |
| 8       | Phylis Ridgway          | K    | 10 marca 1907        | 4 czerwca 2021       | 114 lat 86 dni  | Anglia           | Kanada                    |
| 9       | Florrie Baldwin         | K    | 31 marca 1896        | 8 maja 2010          | 114 lat 38 dni  | Anglia           | Anglia                    |
| 10      | Amy Hulmes              | K    | 5 października 1887  | 27 października 2001 | 114 lat 22 dni  | Anglia           | Anglia                    |
| 11      | Miriam Carpelan         | K    | 8 lipca 1882         | 22 czerwca 1996      | 113 lat 350 dni | Anglia           | Stany Zjednoczone         |
| 12      | Grace Adelaide Jones    | K    | 7 grudnia 1899       | 14 listopada 2013    | 113 lat 342 dni | Anglia           | Anglia                    |
| 13      | Olive Boar              | K    | 29 września 1904     | 28 sierpnia 2018     | 113 lat 333 dni | Anglia           | Anglia                    |
| 14      | Bessie Camm             | K    | 20 czerwca 1904      | 11 maja 2018         | 113 lat 325 dni | Anglia           | Anglia                    |
| 15      | Rosa Ann Komfort        | K    | 21 stycznia 1879     | 6 listopada 1992     | 113 lat 290 dni | Anglia           | Anglia                    |
| 16      | Lucy d'Abreu            | K    | 24 maja 1892         | 7 grudnia 2005       | 113 lat 197 dni | Indie Brytyjskie | Szkocja                   |
| 17      | Gladys Hooper           | K    | 18 stycznia 1903     | 9 lipca 2016         | 113 lat 173 dni | Anglia           | Anglia                    |
| 18      | Daisy Adams             | K    | 30 czerwca 1880      | 8 grudnia 1993       | 113 lat 161 dni | Anglia           | Anglia                    |
| 19      | Kathleen Snavely        | K    | 16 lutego 1902       | 6 lipca 2015         | 113 lat 140 dni | Irlandia         | Stany Zjednoczone         |
| 20      | Florence Finch          | K    | 22 grudnia 1893      | 10 kwietnia 2007     | 113 lat 109 dni | Anglia           | Nowa Zelandia             |
| 21      | Betsy Baker             | K    | 20 sierpnia 1842     | 24 października 1955 | 113 lat 65 dni  | Anglia           | Stany Zjednoczone         |
| 26      | Ethel Caterham          | K    | 21 sierpnia 1909     | żyje                 | lat 217 dni     | Anglia           | Anglia                    |
| 27      | Rose Eaton              | K    | 23 sierpnia 1909     | 8 października 2022  | 113 lat 45 dni  | Anglia           | Anglia                    |
| 22      | Henry Allingham         | M    | 6 czerwca 1896       | 18 lipca 2009        | 113 lat 42 dni  | Anglia           | Anglia                    |
| 23      | Annie Scott             | K    | 15 marca 1883        | 21 kwietnia 1996     | 113 lat 37 dni  | Irlandia         | Szkocja                   |
| 24      | Rubin Gilliam           | K    | 21 września 1885     | 22 października 1998 | 113 lat 31 dni  | Anglia           | Anglia                    |
| 25      | Alice Sjöquist          | K    | 25 października 1878 | 7 listopada 1991     | 113 lat 13 dni  | Anglia           | Kanada                    |
| 28      | Mary „Mollie” Walker    | K    | 5 lutego 1909        | 22 stycznia 2022     | 112 lat 351 dni | Walia            | Anglia                    |
| 29      | Rebecca Hewison         | K    | 19 października 1881 | 22 września 1994     | 112 lat 338 dni | Anglia           | Anglia                    |
| 30      | John Evans              | M    | 19 sierpnia 1877     | 10 czerwca 1990      | 112 lat 295 dni | Walia            | Walia                     |
| 31      | Grace Catherine Jones   | K    | 16 września 1906     | 7 czerwca 2019       | 112 lat 264 dni | Anglia           | Anglia                    |
| 32      | Henrietta Irwin         | K    | 27 maja 1906         | 15 stycznia 2019     | 112 lat 233 dni | Irlandia         | Kanada                    |
| 33      | Alice Ducat             | K    | 8 maja 1905          | 22 grudnia 2017      | 112 lat 228 dni | Szkocja          | Anglia                    |
| 34      | Sarah Lillian Priest    | K    | 7 listopada 1908     | 6 czerwca 2021       | 112 lat 211 dni | Walia            | Anglia                    |
| 35      | Joan Eileen Hocquard    | K    | 29 marca 1908        | 24 października 2020 | 112 lat 209 dni | Anglia           | Anglia                    |
| 36      | Magaret Vivian          | K    | 25 lutego 1906       | 20 września 2018     | 112 lat 207 dni | Szkocja          | Australia                 |
| 37      | Amelia England          | K    | 15 maja 1900         | 30 listopada 2012    | 112 lat 199 dni | Anglia           | Stany Zjednoczone         |
| 38      | Jane Grey               | K    | 1 grudnia 1901       | 7 czerwca 2014       | 112 lat 188 dni | Szkocja          | Australia                 |
| 39      | Nellie Bradley          | K    | 12 września 1889     | 11 marca 2002        | 112 lat 180 dni | Anglia           | Anglia                    |
| 39      | Violet Wood             | K    | 2 września 1899      | 29 lutego 2012       | 112 lat 180 dni | Anglia           | Anglia                    |
| 40      | Gertrude Annie Kingston | K    | 1 lutego 1909        | 28 lipca 2021        | 112 lat 177 dni | Anglia           | Anglia                    |
| 41      | Gladys Ivy Hawley       | K    | 18 grudnia 1891      | 28 kwietnia 2004     | 112 lat 132 dni | Anglia           | Anglia                    |
| 42      | Annie Butler            | K    | 4 czerwca 1897       | 28 września 2009     | 112 lat 116 dni | Anglia           | Anglia                    |
| 43      | Leonora Cox             | K    | 30 grudnia 1907      | 6 kwietnia 2020      | 112 lat 98 dni  | Anglia           | Stany Zjednoczone         |
| 44      | Kathleen McManners      | K    | 6 lipca 1901         | 20 września 2013     | 112 lat 76 dni  | Anglia           | Anglia                    |
| 45      | Dorothy Gwendolyn Payne | K    | 5 sierpnia 1907      | 15 października 2019 | 112 lat 71 dni  | Anglia           | Anglia                    |
| 46      | Florence Pittaway       | K    | 15 października 1902 | 21 grudnia 2014      | 112 lat 67 dni  | Anglia           | Anglia                    |
| 47      | Bob Weighton            | M    | 29 marca 1908        | 28 maja 2020         | 112 lat 60 dni  | Anglia           | Anglia                    |
| 48      | Mary Ann Hebden         | K    | 4 października 1893  | 30 listopada 2005    | 112 lat 57 dni  | Anglia           | Anglia                    |
| 49      | Edith Ingamells         | K    | 12 stycznia 1894     | 1 marca 2006         | 112 lat 48 dni  | Anglia           | Anglia                    |
| 50      | Mary Ellen Swain        | K    | 24 czerwca 1892      | 10 sierpnia 2004     | 112 lat 47 dni  | Anglia           | Kanada                    |
| 51      | Alice Stevenson         | K    | 10 lipca 1861        | 18 sierpnia 1973     | 112 lat 39 dni  | Anglia           | Anglia                    |